# Hadiyya (Sprache)
Hadiyya (Hadiyyisa, auch bekannt als Adea, Adiya, Adiye, Hadia, Hadiya und Hadya) ist eine Hochlandostkuschitische Sprache, die von 1,401,000 Sprechern im Süden Äthiopiens gesprochen wird. Sie ist die Sprache der Hadiyya.
In der Kirchenliteratur wird die Äthiopische Schrift benutzt, offiziell benutzt man jedoch die Lateinische Schrift.